# 臺北市私立南華高級中學職業進修學校
臺北市私立南華高級中學職業進修學校，是臺灣臺北公館的一所進修學校，簡稱南華高中，地址是臺北市中正區汀州路三段58號。

## 校史

### 歷史

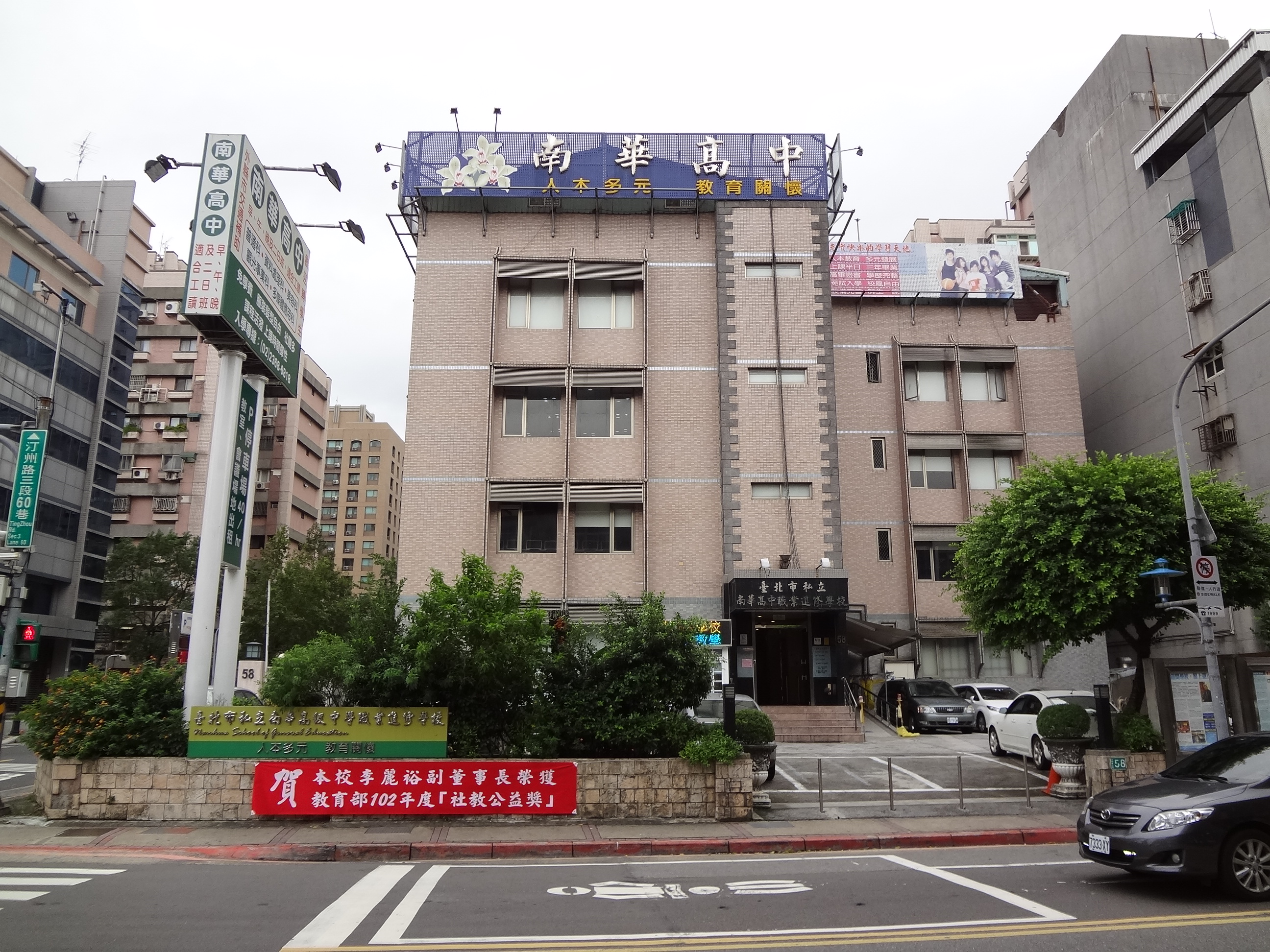
南華高中大門

前身為清末民初創校於湖南長沙的「雅禮補校」，扮演著引進西學、推展國民教育的先驅重任。
1953年在台復校，為面臨失學的青年學子提供進修管道，而後改名為「南華高中」。
目前有普通、美容、觀光事業、資料處理、多媒體應用五個類科，上課方式則分上午班、下午班、夜間班、兩日班等多種彈性模式，以配合目前社會上多元性的學習需求。南華高中的學歷認定與一般高中職相等，並與中華科大合作，首創高中、大學、研究所的「九年一貫就學規劃」。

### 校訓
- 誠：誠以待人
- 真：真以處事
- 美：美以養心
- 善：善以修身

## 科系
- 普通科
- 觀光事業科
- 資料處理科
- 多媒體應用科
- 時尚造型科

## 知名校友
- 王默君：藝人、歌手（私立雅禮補習學校時代）。
- 錢柏渝：藝人、演員、模特兒。
- 謝和弦：藝人

## 外部連結
- 臺北市私立南華高級中學職業進修學校官網 （页面存档备份，存于）
- 南華高中的Facebook專頁